# Jules Marx
Jules Marx (* 2. Juni 1882 als Julius Marx in Frankfurt am Main; † 8. Mai 1944 im KZ Sachsenhausen) war ein deutscher Theater- und Varieté-Betreiber und -Direktor.

## Leben und Wirken
Der Bankierssohn Julius „Jules“ Marx wuchs in Frankfurt und ab 1895 in Hamburg auf. In Berlin durchlief Marx eine Lehre beim Bankhaus Julius Bleichröder und ließ sich im Jahre 1900 in London als frischgebackener Bankkaufmann nieder. In jenen Jahren vor dem Ersten Weltkrieg war er überdies an der Londoner Börse tätig.
Seit 1914 wieder in Deutschland ansässig, wechselte Marx sechs Jahre darauf vom Bank- zum Showgewerbe und eröffnete Ende September 1920, gemeinsam mit acht jüdischen Geschäftsleuten, mit der Revuebühne Scala (Stammkapital der GmbH: 150.000 RM) in Berlin sein erstes Unterhaltungsetablissement. Dort sollten später so berühmte Entertainer wie der spanische Clown Charlie Rivel auftreten. Anschließend erwarb der Kaufmann weitere Theater und Varietés in Berlin, Hamburg, Leipzig, Dortmund und Mannheim. Zeitweilig fungierte Marx auch als Präsident des internationalen Varieté-Theater-Direktorenverbandes.
Infolge der Machtübernahme durch die Nationalsozialisten und der allgemeinen Arisierungsbestrebungen kündigte der Hauptkreditgeber Dresdner Bank die Zusammenarbeit mit der Scala, die daraufhin von „Nichtjuden“ übernommen wurde. Marx musste aus Deutschland fliehen. Zwei Jahre darauf, am 23. Februar 1935, listete das Finanzamt Charlottenburg-Ost in einem Steuersteckbrief eine noch offenstehende Reichsfluchtsteuer in Höhe von 65.025 RM auf. Marx hatte sich inzwischen zunächst in Paris niedergelassen und eröffnete dort 1937 das Varieté „Empire“, das jedoch bereits im Juni desselben Jahres wieder geschlossen wurde. Zwei Monate später gründete Marx, gemeinsam mit dem Autor und Kritiker Bernhard Diebold von der Frankfurter Zeitung, in Zürich eine literarische Agentur.
Bei Ausbruch des Zweiten Weltkrieges 1939 wurde der 57-jährige Marx, der in der alten Heimat noch immer von der Berliner Staatsanwaltschaft steckbrieflich gesucht wurde, von den Franzosen als „feindlicher Ausländer“ verhaftet und im Sammellager Gurs interniert. Nach der Besetzung Frankreichs durch die Wehrmacht lieferte man Marx Anfang 1943 der Gestapo aus, die ihn im Februar desselben Jahres via Trier und Berlin in das KZ Sachsenhausen überstellte. Dort starb Jules Marx 15 Monate darauf.

## Privatleben
Jules Marx war ab 1920 verheiratet mit Wilhelmine, geb. Krull (* 19. September 1889 in Linden bei Hannover; † 24. November 1945 in Berlin). Das Ehepaar wohnte bis zur Flucht in der Luther-Straße 22–24 in Berlin-Charlottenburg, in dem Haus, in dem sich auch der „Scala-Palast“ befand.

## Ehrung
Seit dem 8. Mai 2009 erinnert am Bürohaus Franz-Mehring-Platz 1 in Berlin-Friedrichshain eine Stele an das an diesem Standort 1929 eröffnete Volksvarieté Plaza und seinen Gründungsdirektor Jules Marx.